# Konrad Wernicke

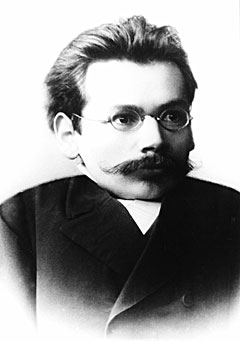
Konrad Wernicke

Konrad Wernicke (* 17. April 1862 in Berlin; † 21. August 1900 ebenda) war ein deutscher Klassischer Archäologe und Philologe.

## Leben
Konrad Wernicke, Sohn des Oberlehrers Carl Wernicke (1813–1872), legte sein Abitur 1879 am Friedrich-Wilhelms-Gymnasium in Berlin ab. Anschließend studierte er Geschichte, deutsche und Klassische Philologie, Altertumskunde und Archäologie an der Berliner Universität. 1884 wurde er mit der Dissertation De Pausaniae periegetae studiis Herodoteis („Über Pausanias’ Forschungen zu Herodot“) promoviert, die er seinem akademischen Lehrer Carl Robert widmete. Danach arbeitete Wernicke als Hilfsarbeiter an den Königlichen Museen zu Berlin und als Redakteur der Archäologischen Zeitung. Auf einer Studienreise, die ihn nach Paris, London, München und Italien führte, sammelte er Material für seine archäologische Habilitationsschrift, in der er sich mit den Lieblingsinschriften auf griechischen Vasen beschäftigte. Seine Habilitation erfolgte 1889 an der Universität Halle für die Fächer Archäologie und Mythologie. Dort hielt er in der Folgezeit als Privatdozent Vorlesungen. Ab 1896 arbeitete er als Hilfsarbeiter beim Kaiserlich Deutschen Archäologischen Institut in Berlin. Dort starb er im Jahr 1900.
Wernicke spezialisierte sich auf griechische Vasenmalerei und antike Mythologie und verfasste neben diversen Programmschriften und Aufsätzen zahlreiche Artikel für die Neubearbeitung von Paulys Realencyclopädie der classischen Altertumswissenschaft (1893–1980), darunter auch sehr umfangreiche zu Apollon und Artemis. Sein bekanntestes Werk war die Neubearbeitung (3. Auflage) der Sammlung Antike Denkmäler zur griechischen Götterlehre von Karl Otfried Müller und Friedrich Wieseler, die 1899 erschien. Nach seinem Tod wurde das Werk von Botho Graef fortgeführt.

## Schriften (Auswahl)
- De Pausaniae periegetae studiis herodoteis. Weidmann, Berlin 1884 (Digitalisat).
- Die griechischen Vasen mit Lieblingsnamen. Eine archäologische Studie. Reimer, Berlin 1890 (Digitalisat).
- Carl Wernicke: Leitfaden für die biographische Vorstufe des Geschichtsunterrichts. Besorgt von Konrad Wernicke. 12., unveränderte Auflage. Pierer, Altenburg 1892 (Digitalisat).
- Olympische Beiträge I–V. In: Jahrbuch des Kaiserlich Deutschen Archäologischen Instituts. Band 9, 1894, S. 88–204.